# Porządek, Prawo i Sprawiedliwość
Porządek, Prawo i Sprawiedliwość (bułg. Ред, законност и справедливост) – bułgarska prawicowa partia polityczna utworzona 11 grudnia 2005 r. na bazie rozwiązanego Narodowego Stowarzyszenia – Bułgarski Ludowy Związek Chłopski.

## Program polityczny
Program polityczny PPiS został przedstawiony przed wyborami prezydenckimi w 2006 r. Najważniejszym postulatem wysuniętym przez PPiS jest przeprowadzenie radykalnych zmian w bułgarskiej konstytucji, która, zdaniem przedstawicieli partii, w swej obecnej formie jest przestarzała. Partia proponuje, aby prezydent kraju miał szersze od obecnych uprawnienia, np. konstytucyjne prawo rozpisania referendum, prawo do uchwalania ustaw socjalnych, prawo rozwiązywania rad samorządowych w przypadku, gdy ich działania szkodzą społeczności i in. Zdaniem PPiS prezydent państwa powinien decydować o obsadzie stanowisk prokuratora generalnego oraz przewodniczących Najwyższego Sądu Administracyjnego i Najwyższego Sądu Kasacyjnego. Partia proponuje likwidację Wielkiego Zgromadzenia Narodowego oraz zmianę ordynacji wyborczej tak, żeby przynajmniej połowa posłów do parlamentu była wybierana bezpośrednio, a nie z list partyjnych. PPiS chcą także usunięcia przepisu mówiącego o ograniczeniu prawa obywateli do sądowego zaskarżania niektórych ustaw administracyjnych, a także likwidacji ograniczenia wobec opozycji parlamentarnej do odwoływania się do Trybunału Konstytucyjnego.
Program PPiS kładzie nacisk na rozwój sportu w Bułgarii. Partia sugeruje, aby kluby sportowe miały zagwarantowane w konstytucji prawo do bezpłatnego użytkowania państwowych obiektów sportowych.

## Historia

### Powstanie PPiS
Partia powstała podczas czwartego nadzwyczajnego kongresu Narodowego Stowarzyszenia – Bułgarski Ludowy Związek Chłopski (bułg. Национално сдружение – Български земеделски народен съюз). Dotychczasowy lider NS-BLZC Jane Janew ogłosił rozwiązanie stowarzyszenia i utworzenie nowej partii, która została nazwana „Porządek, Prawo i Sprawiedliwość”. Pierwszym przewodniczącym PPiS został, wskazany przez Janewa, były sędzia bułgarskiego Trybunału Konstytucyjnego, Georgi Markow. Janew objął funkcję sekretarza PPiS.

### PPiS w wyborach prezydenckich w 2006 r.
Kandydatem PPiS w wyborach prezydenckich w 2006 r. został przewodniczący partii, Georgi Markow. W pierwszej turze wyborów, przeprowadzonej 22 października 2006, Markow zdobył zaledwie 75 478 głosów (2,716%) i odpadł z walki o urząd. W końcu listopada tego samego roku złożył dymisję z funkcji przewodniczącego PPiS, która została przyjęta. Zdecydowano wówczas, że do czasu najbliższego kongresu partii funkcję jej szefa będzie pełnił Jane Janew. Na kongresie, który odbył się we wrześniu 2007 r., nowym przewodniczącym został wybrany Atanas Żelezczew.

### PPiS w wyborach doParlamentu Europejskiegow 2007 r.
Przed pierwszymi w historii Bułgarii wyborami do Europarlamentu, przeprowadzonymi 20 maja 2007 r., PPiS wpisały na swoją listę wyborczą pięć bułgarskich pielęgniarek więzionych od 1999 r. w Libii w związku z oskarżeniem o spowodowanie zarażenia prawie 400 libijskich dzieci wirusem HIV oraz lekarza Zdrawkę Georgiewa (także więzionego w Libii, lecz z innego powodu) i dziennikarza Wasiła Sotirowa. Centralna Komisja Wyborcza dopuściła do udziału w wyborach tylko tę ostatnią kandydaturę, tłumacząc to faktem, iż przez ostatnie dwa lata medycy nie przebywali na terenie Unii Europejskiej, czego miało wymagać odpowiednie rozporządzenie.
Kandydat PPiS zdobył ok. 0,5% głosów i nie uzyskał mandatu eurodeputowanego.